# Eidé Norena
Eidé Norena (Noorwegen, Holten, 26 april 1884 – Zwitserland, Lausanne, 13 november 1968) was een Noors zangeres. Ze was voornamelijk operazangeres, coloratuursopraan.

## Achtergrond
Kaja Andrea Karoline Hansen werd als derde dochter geboren binnen het gezin van marineman Gullik Hansen (1852-1892) en Susanne Anette Marie Møller (1857-1921). Vader Hansen overleed toen Kaja acht jaar oud was en haar moeder hertrouwde met muzikant Axel Trulsen. In 1909 huwde ze met toneelacteur van het Nationaltheatret Egil Næss Eide (1868-1946) van wie ze in 1939 scheidde. Ze trouwde in datzelfde jaar met gerechtsadvocaat Henry Myron Blackmer (1872-1962). Ze nam rond 1924 haar artiestennaam Eidé Norena aan.
Ze kreeg diverse onderscheidingen:
- Noorse Kongens fortjenstmedalje (1918)[2]
- Franse Legioen van Eer
- Orde van Sint-Olaf (1933)
- Deense Ingenio et Arti (1934)

Haar as werd opgeslagen in een urn op de Vår Frelsers begraafplaats in Oslo. Aldaar staat een grafsteen ontworpen door Ørnulf Bast.

## Muziek
Kaja’s stem werd ontdekt in het kerkkoor van Holten. Zanglerares Helene Aschehoug zag wel wat in haar stem. Ze kon op veertienjarige leeftijd voorzingen bij Ellen Gulbranson, maar die vond haar stem nog te breekbaar. Aschehoug en Gulbranson zeiden nog drie jaar te wachten en op zeventienjarige leeftijd kwam haar zangloopbaan dan van de grond. Haar eerste concert vond plaats op 2 december 1903 met Aschehoug achter de piano, maar nog wel in Horten. Een jaar later mocht ze in het muziekcentrum van Noorwegen, Christiania zingen en voegde ze zich bij Gulbranson. Haar eerste optreden aldaar vond plaats op 18 maart 1905 met Hildur Andersen achter de piano. De directeur van het Nationaltheatret Bjørn Bjørnson hoorde haar stem en haalde haar naar zijn theater, alwaar Cally Monrad toen ook al zong. Haar eerste rol aldaar was Suzuki in Madama Butterfly. Een jaar later mocht ze in diezelfde opera de hoofdrol zingen en met die opera trad ze ook op in Stockholm. In die jaren tien was ze te zien in genoemd theater, maar ook in het Centralteater. Ze zong rollen in Mignon, De barbier van Sevilla, La Traviata en Rigoletto.
Om haar stem verder te ontwikkelen nam ze lessen bij Raimond von der Mühlen in Londen. Daardoor kon ze audiëntie doen bij La Scala in Milaan. Ze was toen al veertig jaar. Ze mocht zingen onder leiding van Arturo Toscanini. Ze kwam echter regelmatig terug in Noorwegen voor bijvoorbeeld een concerttoer. Er kwamen ook optredens in Covent Garden, de Opera in Parijs en Chicago. Haar favoriete rol was destijds Gilda in Rigoletto. Het verhaal ging dat ze die rol steeds speelde in de kleding die haar in  La Scala was aangemeten. Vervolgens vestigde ze zich in Parijs om daar regelmatig op te treden in de Opera en Opera Comique. Echter door haar muzikale zegetocht kwam haar huwelijk onder spanning te staan. Ze zong steeds vaker in de Verenigde Staten, bijvoorbeeld bij het Metropolitan. Ook is ze een van de weinige zangeressen die een concert in Het Witte Huis op hun cv hebben staan. Ze zong in 1935 voor Franklin Delano Roosevelt en driehonderd gasten. Vervolgens was ze te horen tijdens de Festspiele van Salzburg. In 1933 was ze weer even in Oslo te horen. Al die tijd ontwikkelde haar stem zich door. In 1938 was ze voor het laatst te horen in de Parijse Opera, een jaar later, op 26 februari 1939, nam ze definitief afscheid met een optreden in Horten. Ze scheidde van Egil Eide en huwde haar vaste begeleider gedurende een aantal jaren. Nadat Nazi-Duitsland Frankrijk binnentrok verhuisde ze naar Zwitserland, eerst naar Genève, later naar Lausanne. Haar stem is bewaard gebleven in een aantal opnamen. In 1996 verscheen een verzamelalbum bij platenlabel Nimbus Records met 18 aria’s (Eide Norena sings great vocal works).
Kaja Eide zong in 1922 voor koningin Wilhelmina der Nederlanden en Hendrik van Mecklenburg-Schwerin, toen zij in Noorwegen waren. In 1931 was Kaja zes dagen te bewonderen in de Stadsschouwburg Amsterdam. Ze zong diverse rollen in Les contes d'Hoffmann van Jacques Offenbach met het Cobcertgebouworkest onder leiding van Pierre Monteux.

## Enkele concert
- 18 maart 1905: concert met Hildur Andersen, Martin Knutzen en Johan Halvorsen
- 19 januari 1907: Kaja Hansen concerteerde  met een debuterende Birger Hammer (piano), Johan Backer Lunde en het orkest van het Nationaltheatret onder leiding van Johan Halvorsen
- oktober 1907: opera Orfeo ed Euridice met Matilda Jungstedt, Cally Monrad, Kaja's debuut als operazangeres in rol van Eros

- Bibliothèque nationale de France: cb13898018t (data)
- Gemeinsame Normdatei: 134640306
- International Standard Name Identifier: 0000 0000 8111 6232
- Library of Congress Control Number: n83153259
- MusicBrainz: 1e3133fb-b230-4ed9-8adc-d3625bd79336
- Nationale Bibliotheek van Israël: 987007342374105171
- Système universitaire de documentation: 244022577
- Virtual International Authority File: 32184220
- WorldCat: E39PBJvXh9d9PQ38vxXVR4p3wC